# You Rock My World
A You Rock My World Michael Jackson amerikai énekes első kislemeze Invincible című albumáról.
A dalt 2001 augusztusában jelentette meg az Epic Records az album első kislemezeként. Producere Jackson és Rodney „Darkchild” Jerkins, szerzői Jackson, Jerkins, Fred Jerkins III, LaShawn Daniels és Nora Payne. A dal diszkó-popdal, melyen érződik Jackson korábbi, Quincy Jonesszal közösen készített dalainak hatása. Szövege arról szól, hogy Jackson próbálja felhívni magára egy nő figyelmét.
A dalt a kritikusok vegyesen fogadták, többen megjegyezték, hogy nem a legjobb dala az énekesnek és jobban is megerőltethette volna magát, mások azonban dicsérték a dalt és Jackson előadását. Eladások tekintetében a dal sikeres volt, a Billboard Hot 100-on a tizedik helyet érte el, ezzel hat év óta Jackson első top 10 dala lett az USA-ban (több top 10 dala nem lett később sem). Számos más országban is a lista első tíz helyének valamelyikére került, a francia slágerlistát három hétig vezette. A 44. Grammy-díjkiosztón jelölést kapott legjobb énekes előadás férfi popelőadótól kategóriában.
A dal tizennégy perces videóklipjét Paul Hunter rendezte, és szerepel benne Chris Tucker is. Jackson és Tucker egy nő figyelméért küzdenek. A klipet Jackson korábbi klipjeihez, a Smooth Criminalhoz és a The Way You Make Me Feelhez hasonlították a kritikusok, és vegyes fogadtatásban részesítették. Élőben Jackson csak kétszer adta elő a dalt: a Madison Square Gardenben 2001 szeptemberében adott két koncertjén.

## Háttere
A You Rock My World gyors tempójú diszkó-popdal. Négynegyedes ütemben íródott, E-mollban, Jackson hangterjedelme E4 és Bb5 közötti. A dal tempója 120 BPM. The chord progression in the song is Em7–C9-Bm7–Am7–D–Em7. A dalt hasonlították Jackson 1970-es és 80-as évekbeli dalaihoz, amelyeken Quincy Jonesszal dolgozott együtt, hangulata sokakat az 1979-ben megjelent Don’t Stop ‘til You Get Enoughra emlékeztetett. Chris Tucker hangja hallható a dal elején az intróban. A dal szövege a szerelemről szól.
A dal szerzői Michael Jackson, Rodney „Darkchild” Jerkins, Fred Jerkins III, LaShawn Daniels és Nora Payne, producerei Jackson és Rodney Jerkins. A dalt 2001 augusztusának végén jelentette meg az album első kislemezeként az Epic Records. A hivatalos megjelenés előtt, augusztus 17-én a dal kiszivárgott két New York-i rádióadóhoz. A WJTM-FM rádió este 6-kor, a WKTU-FM 45 perccel később játszotta le. Rögtön azután, hogy lejátszották a dalt, a rádiók rengeteg telefonhívást kaptak hallgatóktól, akik szerették volna még egyszer hallani. Mindkét adó kétóránként leadta a dalt másnap, szombat este 6-ig, amikor a kiadó felhívta a két rádió programigazgatóját, Frankie Blue-t, és megkérték, hogy hagyja abba. Blue, aki Jackson barátja, nem mondta el, hogy tett szert a dalra.
2001 augusztusának végén Jackson és a Sony Music hozzáláttak a dal reklámkampányához. Jackson azzal ünnepelte 43. születésnapját (egy nappal később), hogy a NASDAQ megnyitó ceremóniájának elnöke volt a New York-i Times Square-en. Élőben csak kétszer adta elő a dalt, szeptemberben.

## Fogadtatása
A You Rock My World vegyes fogadtatásban részesült a zenekritikusok részéről. Stephen Thomas Erlewine az AllMusictól úgy vélte, a dal az Invincible album egyik fénypontja. Andrew Hamilton, szintén az Allmusictól kijelentette, hogy „ha bárki más, nem Michael Jackson jelentette volna meg a You Rock My Worldöt ekkora hírveréssel és reklámhadjárattal, a dal azonnal elfoglalta volna a slágerlistákat és rengeteg díjat nyert volna. Így is sok példányban elkelt és játszották a rádiók, de túl sok kritikus érezte a dalról és az albumról, hogy egy Jackson szintű előadótól ez nem a várt színvonal.” Hamilton azt is megjegyezte, hogy az emberek lehetnének kicsit elnézőbbek Michaellel, amiért képes volt ilyen karriert befutni.
James Hunter a Rolling Stone-tól dicsérte a dal finoman kialakított vokális ritmusát, valamint Jackson és Quincy Jones régi dalaihoz hasonlította a dalt. Mark Beaumont, a NME újságírója diszkóklasszikusnak nevezte a dalt és humorosnak találta az intrót. Catherine Halaby a Yale Daily Newstől úgy érezte, a dal „a klasszikus Michael legjobb oldalát mutatja meg”, „ütős, gyors, fülbemászó és nem túl hátborzongató”. A dalt Grammy-díjra jelölték „legjobb popénekesi előadás férfi előadótól” kategóriában, de a díjat végül James Taylor Don’t Let Me Be Lonely Tonightja kapta. Ebben a kategóriában ez volt Jackson első jelölése 1995 óta, Grammy-díjra általában pedig 1997-ben jelölték ezelőtt utoljára, az Earth Songért.
A You Rock My World a világ legtöbb slágerlistáján az első tíz hely valamelyikét érte el. Ez volt Jackson utolsó nagyobb slágere az Egyesült Államokban élete során.A Billboard Hot 100 slágerlistán 2001. szeptember 15-én a top 20-ba jutott, a következő héten pedig elérte legmagasabb helyezését, a 10. helyet. Ez lett ezen a listán Jackson legsikeresebb dala az 1995-ben megjelent listavezető You Are Not Alone óta. A dal a Billboard Pop Charts listáján a 7., a R&B/Hip-Hop Songs listán a 13. helyet érte el. A kanadai RPM Hot 100 listán második lett. A brit kislemezlistán a 2. helyen debütált október 20-án, az első helyet nem érte el. Négy héten át maradt a top 20-ban, és tizenöt héten át a top 100-ban, 2002. január 26-ig. A francia kislemezlistán 2001. október 13-án jelent meg, egyből az első helyen, ahol még három héten át maradt. Egyvégtében tíz hetet töltött a top 20-ban. A holland kislemezlistára október 20-án került fel, a 4. helyre, és a következő héten elérte a 2. helyet, legmagasabb helyezését. A finn slágerlistára 2001 negyvenegyedik hetében került fel, a második helyre; az első helyet nem érte el. Három hetet töltött a listán. Norvégiában az év 42. hetén a 2. helyen került fel a listára, itt sem érte el az első helyet. Hat héten maradt a listán, végig a top 20-ban.
Az új-zélandi slágerlistán szeptember 16-án jelent meg a dal, a 31. helyen. Hét hét után elérte legmagasabb pozícióját, a 13. helyet, és 12 hétig maradt összesen a listán. Az ausztrál slágerlistán a 4. helyen jelent meg, ennél magasabbra nem is jutott. Miután öt héten át állt a top 50-ben, lekerült a listáról, majd két héttel később visszakerült, a 37. helyre. Másodjára 2002. január 6-án került le a listáról. Az olasz slágerlistán is egyből a legmagasabb elért pozícióján, a harmadik helyen jelent meg november 11-én, és négy hétig maradt a top 10-ben 2001-ben. Az osztrák kislemezlistán legmagasabb pozíciójában, a 9. helyen nyitott, és nyolc hétig maradt a listán.
Michael Jackson halála után 2009 nyarán a dal újra megjelent világszerte a slágerlistákon. A Billboard Digital Songs listáján a 62. helyet érte el július 11-én. A brit slágerlistára július 4-én került fel újra, a 97. helyre. A következő héten a 60. helyen állt, majd három hét után kikerült a top 100-ból. Az ausztrál slágerlistára július 19-én került fel újra, az 50. helyre. Egy hetet töltött a listán.

## Videóklip
A You Rock My World videóklipét Paul Hunter rendezte, és 2001-ben mutatták be. A csaknem 13 perces videóklipet rövidfilmnek is nevezték. A benne látható táncmozdulatok a Dangerous dal klipjének a koreográfiájából származnak (az ehhez tervezett videóklipet végül nem fejeztél be). A klipben Jackson és Tucker egy nő figyelmét próbálják felhívni magukra (a nőt Kishaya Dudley alakítja), és követik a környéken.
Egy ideig úgy tartották, a You Rock My World volt az utolsó klip, amelynek elkészítésében Jackson aktív szerepet vállalt, később azonban előkerült a One More Chance klipje is (az ezt követő klipjei archív felvételekből lettek összeállítva). A klipet Jackson több korábbi klipjéhez hasonlították: a Smooth Criminalhoz (1987), a Badhez (1987) és a The Way You Make Me Feelhez (1987). A klipben szerepel Marlon Brando, Michael Madsen és Billy Drago. Catherine Halaby, a Yale Daily News újságírója, aki pozitív értékelést adott a dalnak, a klipet úgy jellemezte, hogy a Smooth Criminal egyenesági leszármazottja, a The Way You Make Me Feel hatásával. Halaby szerint Brando és Madsen szereplése nem várt, de Jacksonl már kevés dolog található meglepőnek. A klip 2002-ben elnyerte a NAACP Image Awardot.
Tucker a klipben többször utal Jackson korábbi számaira (Beat It, P.Y.T. (Pretty Young Thing), The Girl Is Mine, Bad, Dangerous). A klip rövid változata megtalálható a Number Ones, a hosszabb a Michael Jackson’s Vision kiadványon.

## Fellépések
Élőben Jackson csak kétszer adta elő a dalt: a Madison Square Gardenben 2001 szeptemberében adott két koncertjén, melyet szólókarrierje kezdetének 30. évfordulója tiszteletére rendeztek. A második koncertnek részleteit bemutatta a CBS kétórás műsora, a Michael Jackson: 30th Anniversary Special. Tucker, a klip egyik szereplője is jelen volt.
Jackson előadta volna a dalt a This Is It koncertsorozaton is, melyre azonban váratlan halála miatt nem került sor.

## Dallista
CD kislemez
1. You Rock My World – 5:39
2. You Rock My World (Radio Edit) – 4:25
3. You Rock My World (Instrumental) – 5:07
4. You Rock My World (A cappella) – 4:47

CD kislemez (promó)
1. Intro – 0:32
2. You Rock My World (Album Edit) – 5:07
3. You Rock My World (Radio Edit) – 4:25

CD kislemez (Japán; promó)
1. Intro – 0:32
2. You Rock My World – 5:07

Kazetta (Európa, Ausztrália)
1. Intro – 0:32
2. You Rock My World (Album Edit) – 5:07
3. You Rock My World (Radio Edit) – 4:25
4. You Rock My World (Instrumental) – 5:07
5. You Rock My World (A cappella) – 4:47

12" kislemez
1. Intro – 0:32
2. You Rock My World (Album Edit) – 5:07
3. You Rock My World (Instrumental) – 5:07
4. You Rock My World (A cappella) – 4:47

12" kislemez
1. You Rock My World – 3:45

VHS videókazetta (promó)
1. You Rock My World (videóklip – rövid változat) – 10:26
2. You Rock My World (videóklip – hosszú változat) – 13:44

## Helyezések
| Slágerlista (2001/2009)             | Legmagasabb helyezés |
| ----------------------------------- | -------------------- |
| Ausztrál kislemezlista              | 4                    |
| Belga kislemezlista (Flandria)      | 4                    |
| Belga kislemezlista (Vallónia)      | 2                    |
| Brit kislemezlista                  | 2                    |
| Dán kislemezlista                   | 2                    |
| Finn kislemezlista                  | 2                    |
| Francia kislemezlista               | 1                    |
| Kanadai kislemezlista               | 2                    |
| Norvég kislemezlista                | 2                    |
| Olasz kislemezlista                 | 3                    |
| Osztrák kislemezlista               | 9                    |
| Román kislemezlista                 | 1                    |
| Svájci kislemezlista                | 5                    |
| Svéd kislemezlista                  | 5                    |
| USA Billboard Hot 100               | 10                   |
| USA Billboard Hot R&B/Hip-Hop Songs | 13                   |
| Új-zélandi kislemezlista            | 13                   |

## Külső hivatkozások
- A You Rock My World videóklipje